# Straßen und Plätze in Ludwigshafen am Rhein/F

## Fabrikstraße
67063 Ludwigshafen-Hemshof

## Flurstraße
67065 Ludwigshafen-Mundenheim
Im Stadtteil Mundenheim-West Die Straße ist ein sozialer Brennpunkt, in dem obdachlosen Menschen in Ludwigshafen von der Stadtverwaltung eingewiesen wurden. Gedacht waren diese Notunterkünfte nur als Übergangslösung, doch für viele wurden sie zum ständigen Wohnsitz, wodurch eine Ghettoisierung entstand. [1]

## Fautwiesenstraße
67065 Ludwigshafen-Mundenheim
Fautwiese ist ein alter Flurname.
Die Fautwiesenstraße ist eine kurze Stichstraße, die von der Pfarrer-Krebs-Straße wegführt und kurz vor der so genannten Teufelsbrücke (Schänzeldamm) endet.

## Ferdinand-Freiligrath-Straße
67065 Ludwigshafen-Mundenheim
Ferdinand Freiligrath war ein deutscher Lyriker, Dichter und Übersetzer.

## Fickeisenplatz
67061 Ludwigshafen-Süd

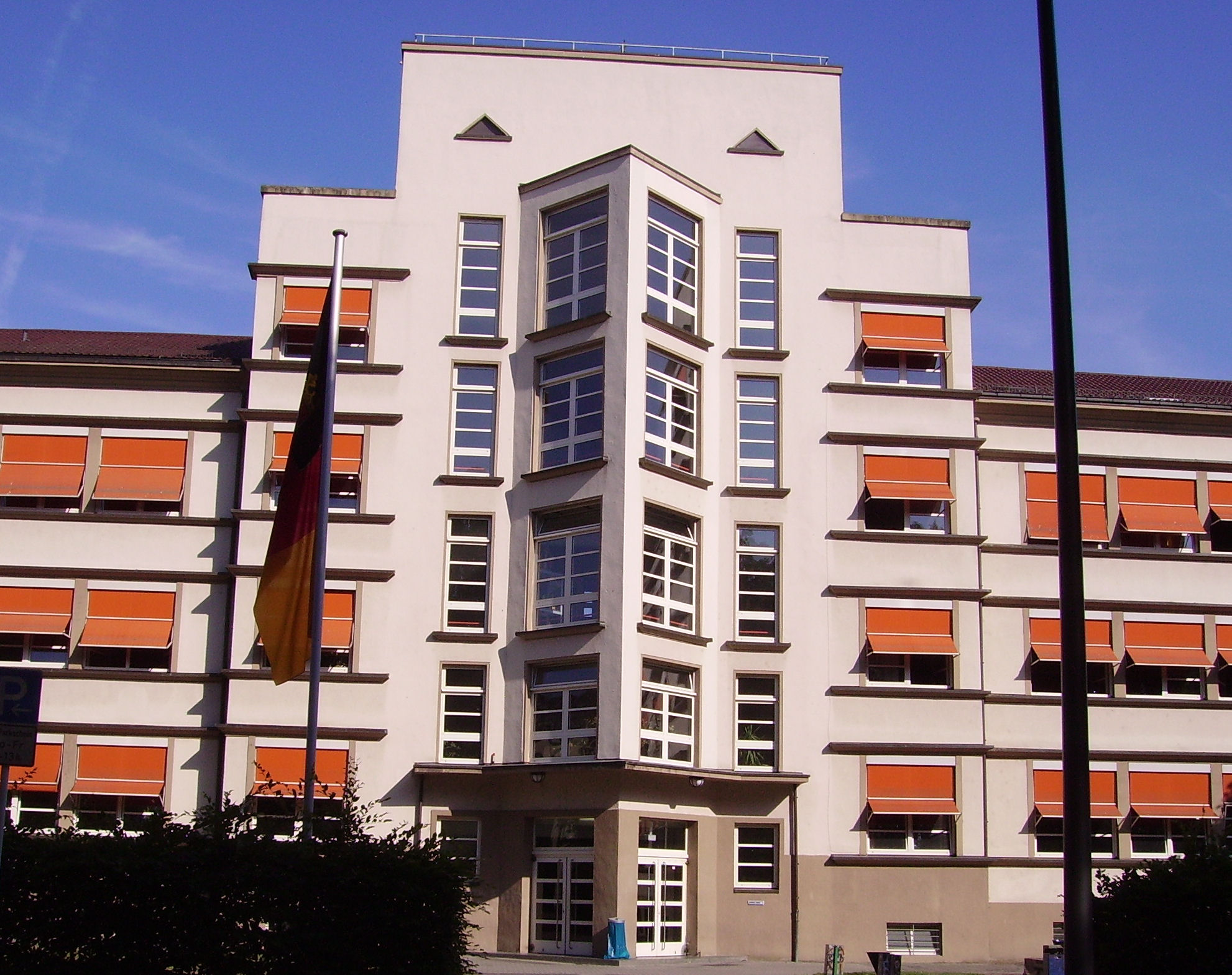
Geschwister-Scholl-Gymnasium

Der Fickeisenplatz ist ein im Jahr 1915 angelegter Platz, die ihren Namen nach dem städtischen Wohltäter Karl Ludwig Fickeisen trägt.
Bestimmend ist das in den 1920er Jahren errichtete, ehemalige Mädchenlyzeum, das heutige Geschwister-Scholl-Gymnasium. Das Gymnasium verwendet jedoch die Postadresse Friedrich-Heene-Straße 11.
Der mit Ausnahme der Fenster originale Schulbau verwirklichte die Ideen des Bauhauses.

## Fichtestraße
67063 Ludwigshafen-Hemshof
Johann Gottlieb Fichte war ein deutscher Erzieher und Philosoph. Er gilt neben Friedrich Wilhelm Joseph Schelling und Georg Wilhelm Friedrich Hegel als wichtigster Vertreter des deutschen Idealismus.

## Fieskostraße
67071 Ludwigshafen
Die Verschwörung des Fiesco zu Genua ist das zweite vollendete Drama Friedrich Schillers. Er begann das Stück, das sich an die historische Verschwörung des Giovanni Luigi de Fieschi gegen Andrea Doria in Genua des Frühjahrs 1547 anlehnt.

## Finkenweg
67063 Ludwigshafen-Hemshof
Die Finken (Fringillidae) sind eine artenreiche Familie aus der Ordnung der Sperlingsvögel (Passeriformes).

## Fleckensteinstraße
67065 Ludwigshafen-Mundenheim
Nikolaus Fleckenstein war ein Gewerkschafter und Politiker (CDU). Nach dem Zweiten Weltkrieg war er 1945 Mitbegründer der IG Chemie, Papier, Keramik.

## Fliederweg
67067 Ludwigshafen
Flieder (Syringa) ist eine Pflanzengattung aus der Familie der Ölbaumgewächse (Oleaceae).

## Flomersheimer Straße
67071 Ludwigshafen
Flomersheim ist ein Stadtteil von Frankenthal (Pfalz).

## Fontanestraße
67061 Ludwigshafen-Süd
Theodor Fontane war ein Schriftsteller. Er gilt als bedeutendster deutscher Vertreter des poetischen Realismus.

## Forster Straße
67067 Ludwigshafen
Forst an der Weinstraße ist eine Ortsgemeinde im Landkreis Bad Dürkheim.

## Frankenfelsstraße
67071 Ludwigshafen
Frankenfels ist eine Marktgemeinde im Bezirk Sankt Pölten-Land in Niederösterreich.

## Frankenthaler Straße
67059 Ludwigshafen
Die kreisfreie Stadt Frankenthal (Pfalz) liegt zwischen Worms und Ludwigshafen.
Die Frankenthaler Straße wurde im Jahr 1741 als Verbindungsstraße zwischen der Rheinschanze und Oggersheim angelegt. Die Pappelallee dieser so genannten Salinenstraße hielt sich bis ins 19. Jahrhundert hinein. Ab 1885 hieß sie Oggersheimer Landstraße, 1906 wurde sie in Frankenthaler Straße umbenannt. Sie beginnt an der Einmündung der Rohrlachstraße in die Valentin-Bauer-Straße, führt bis zur Oggersheimer Gemarkungsgrenze, wo sie von der Mannheimer Straße in Richtung Frankenthal fortgesetzt wird.
Auf der Südseite liegt der 1856 angelegte Hauptfriedhof.

## Franklinstraße
67063 Ludwigshafen-Hemshof
Benjamin Franklin war ein nordamerikanischer Verleger, Staatsmann, Schriftsteller, Naturwissenschaftler, Erfinder und Naturphilosoph. Er gilt zudem als einer der Gründerväter der Vereinigten Staaten.

## Franz-Josef-Ehrhart-Straße
67059 Ludwigshafen-Valentin-Bauer-Siedlung
Franz Josef Ehrhart war ein deutscher Politiker (SPD).

## Franz-Schädler-Straße
67071 Ludwigshafen
Franz Xaver Schädler war Priester der Diözese Speyer, später Domkapitular im Erzbistum Bamberg, Abgeordneter in der bayerischen Abgeordnetenkammer in München und des Deutschen Reichstages in Berlin.

## Franz-von-Sickingen-Straße
67071 Ludwigshafen
Reichsritter Franz von Sickingen war Anführer der rheinischen und schwäbischen Ritterschaft. Als Unterstützer von Anhängern der Reformation stritt er für die Säkularisation der kirchlichen Güter und führte seine Standesgenossen im Ritterkrieg an.

## Freinsheimer Straße
67067 Ludwigshafen
Freinsheim im Landkreis Bad Dürkheim ist mit rund 5.000 Einwohnern eine der kleineren Städte in Rheinland-Pfalz.

## Friedelsheimer Straße
67067 Ludwigshafen
Friedelsheim ist eine Ortsgemeinde im Landkreis Bad Dürkheim.

## Friedlandweg
67071 Ludwigshafen
Friedland ist eine Gemeinde im Landkreis Göttingen. Die Nachkriegsgeschichte Friedlands und seiner Umgebung wurde geprägt durch das Lager Friedland, welches nicht nur den Namen dieses Ortes weltbekannt machte.

## Friedrich-Burschell-Weg
67071 Ludwigshafen
Friedrich Burschell war ein Schriftsteller. Burschell wuchs in Ludwigshafen auf und war Freund des Philosophen Ernst Bloch.

## Friedrich-Haag-Platz
67071 Ludwigshafen-Oggersheim
Der Friedrich-Haag-Platz ist ein Park in der Siedlung Notwende/Melm an der Altrheinstraße.

## Friedrich-Heene-Straße
67061 Ludwigshafen-Süd
An der Friedrich-Heene-Straße befindet sich das Geschwister-Scholl-Gymnasium.

## Friedrich-Lux-Straße
67059 Ludwigshafen
Friedrich Lux war ein Komponist, Organist und Dirigent.

## Friedrich-Naumann-Straße
67071 Ludwigshafen
Friedrich Naumann war evangelischer Theologe und ein liberaler Politiker zur Zeit des Kaiserreichs. Nach ihm ist die FDP-nahe Friedrich-Naumann-Stiftung für die Freiheit benannt.

## Friedrich-Profit-Straße
67063 Ludwigshafen
Friedrich Profit war ein sozialdemokratischer Politiker. Von 1909 bis 1920 gehörte er dem Stadtrat von Ludwigshafen an. Von 1912 bis 1920 war er Abgeordneter im Bayerischen Landtag. Er gehörte der Versailler Delegation als Sachverständiger für Pfalzfragen an.

## Friedrichstraße
67069 Ludwigshafen
Die Friedrichstraße gehört zu den ältesten Straßen des Ortsteils, beginnt an der Friesenheimer Straße, biegt am Mittelweg rechtwinklig ab als geradlinige Verbindung zur Ludwig-Wolke-Straße. Ursprünglich hieß sie Kisselgasse. Das westliche Teilstück wurde danach als Westendstraße bezeichnet. Später wurde die gesamte Straße nach dem deutschen Kaiser Friedrich III. umbenannt.

## Friedrich-von-Bodelschwingh-Straße
67071 Ludwigshafen
Friedrich von Bodelschwingh der Ältere war Pastor und Theologe in Deutschland. Er arbeitete in der Inneren Mission.

## Friesenheimer Straße
67069 Ludwigshafen
Friesenheim ist einer der zehn Ortsbezirke der Stadt Ludwigshafen. Er wurde gemeinsam mit Ruchheim im Lorscher Codex bereits im Jahr 771 erwähnt.
Die Friesenheimer Straße ist seit dem frühen 19. Jahrhundert als breit angelegte Verbindungsstraße zwischen Oppau und Friesenheim bezeugt. Sie beginnt in Höhe der Friedrichstraße als Fortsetzung der Edigheimer Straße und führt bis zur Gemarkungsgrenze nach Friesenheim, wo sie sich in die Langgartenstraße und Brunckstraße aufgabelt.
An der Ecke zur Lilienstraße wurde um 1875 ein Sandsteinzylinder mit Entfernungsangaben in Richtung Ludwigshafen und Frankenthal als Zeitmaß für Fußgänger aufgestellt.

## Frigenstraße
67065 Ludwigshafen-Mundenheim
Als Frigen (Halogenkohlenwasserstoffe) werden Kohlenwasserstoffe bezeichnet, die zusätzlich zu Kohlenstoff und Wasserstoff noch eines oder mehrere der Halogene Fluor, Chlor, Brom oder Iod enthalten.

## Fritz-Claus-Weg
67067 Ludwigshafen
Johann Martin Jäger, der unter seinem Pseudonym Fritz Claus literarisch bekannt wurde, war katholischer Priester in der Diözese Speyer sowie Schriftsteller, Pfälzer Mundartdichter und Sänger.

## Fritz-Haber-Straße
67069 Ludwigshafen
Fritz Haber war ein Chemiker und Pionier der chemischen Kriegsführung. Haber erhielt den Nobelpreis für Chemie des Jahres 1918 „für die Synthese von Ammoniak aus dessen Elementen“.

## Fritz-Lederle-Straße
67071 Ludwigshafen
Fritz Lederle (1901–1975) war ein pfälzischer Maler, geboren in Ludwigshafen. Die Straße befindet sich im Stadtteil Melm.

## Fröbelstraße
67071 Ludwigshafen
Friedrich Fröbel war ein Pädagoge (Schüler Pestalozzis), auf den die Bezeichnung Kindergarten für Einrichtungen zur Kinderbetreuung zurückgeht.

## Fügener Weg
67067 Ludwigshafen
Fügen ist eine Gemeinde im Zillertal und gehört zum Bezirk Schwaz in Tirol (Österreich).

## Fuggerstraße
67065 Mundenheim
Die Fugger sind ein schwäbisches Geschlecht, das seit 1367 in Augsburg ansässig war. Die noch heute bestehende Linie „Fugger von der Lilie“ erlangte durch die Fuggerische Handelsgesellschaft Weltgeltung.

## Fußgönheimer Straße
67071 Ludwigshafen-Ruchheim

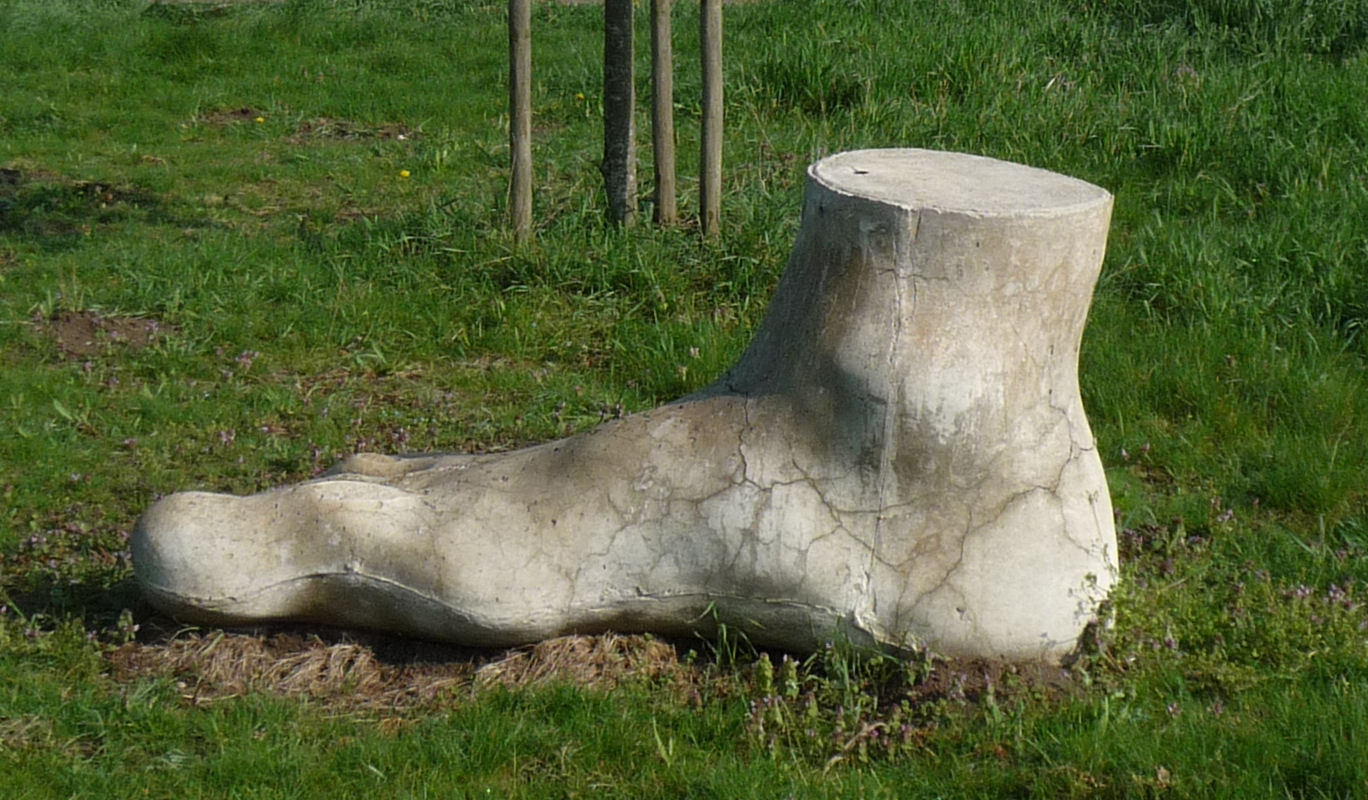
Skulptur eines Fußes am Ortsausgang Richtung Fußgönheim

Fußgönheim ist eine Ortsgemeinde in der Verbandsgemeinde Maxdorf im Rhein-Pfalz-Kreis.
Die Fußgönheimer Straße bildet den Gründungskern von Ruchheim und durchzieht den Ort von Ost nach West. Sie beginnt in Verlängerung der Schloßstraße und zieht in nach Western bis zur Gemarkungsgrenze, wo sie von der Ruchheimer Straße in Richtung Fußgönheim fortgesetzt wird. Ehemals hieß sie Dürkheimer Straße.